# L'Homme qui ne se taisait pas
Pour plus de détails, voir Fiche technique et Distribution.
L'Homme qui ne se taisait pas (Čovjek koji nije mogao šutjeti) est un court métrage dramatique franco-bulgaro-slovéno-croate, réalisé par Nebojša Slijepčević et sorti en 2024. Le film se passe lors du massacre de Štrpci de 1993, lorsque 24 musulmans bosniaques ont été tués dans un train par le groupe paramilitaire Serbe des Aigles blancs ; il est centré sur Tomo Buzov (Dragan Mićanović), le seul passager non bosniaque du train qui a tenté de s'oppposer aux assaillants.
Le casting comprend notamment Goran Bogdan, Alexis Manenti, Martin Kuhar, Robert Ugrina, Jakov Zovko, Lara Nekic, Dusan Gojic, Priska Ugrina, Silvio Mumelas, Mijo Pavelko et Nebojsa Pop Tasic.
Le film a été présenté au Festival de Cannes 2024, où il a remporté la Palme d'or du court métrage. Il a ensuite remporté le César du meilleur court métrage de fiction et été nommé pour l'Oscar du meilleur court métrage.

## Fiche technique
Sauf indication contraire, les informations mentionnées dans cette section peuvent être confirmées par les bases de données cinématographiques IMDb, Allociné et Unifrance,  présentes dans la section « Liens externes ».
- Titre original : Čovjek koji nije mogao šutjeti
- Réalisation : Nebojša Slijepčević
- Scénario : Nebojša Slijepčević
- Costumes : Geo Pavlov
- Photographie : Gregor Bozic
- Montage : Tomislav Stojanovic
- Production : Danijel Pek, Katarina Prpic, Noëlle Levenez
- Sociétés de production : Les Films Norfolk, Antitalent Produkcija, Contrast Films et Studio Virc
- Pays de production :  France,  Croatie,  Bulgarie,  Slovénie
- Langue originale : croate
- Format : couleur
- Genre : drame, historique
- Durée : 13 minutes
- Dates de sortie :
  - France : 24 mai 2024 (Festival de Cannes) ; 17 septembre 2024 (sur Arte)
  - Croatie : 18 juin 2024 (Festival Mediteranskog Filma) ; 2 mars 2025 (sur HRT)

## Distribution
Sauf indication contraire, les informations mentionnées dans cette section peuvent être confirmées par les bases de données cinématographiques IMDb et Allociné,  présentes dans la section « Liens externes ».
- Goran Bogdan : Dragan
- Dragan Micanovic : Tomo Buzov
- Alexis Manenti : soldat blond
- Martin Kuhar : soldat
- Robert Ugrina : homme avec la moustache
- Jakov Zovko : soldat
- Lara Nekic : étudiante

## Distinctions
Sauf indication contraire, les informations mentionnées dans cette section peuvent être confirmées par les bases de données cinématographiques IMDb et Allociné,  présentes dans la section « Liens externes ».

### Récompenses
- Festival de Cannes 2024 : Palme d'Or du court métrage
- César 2025 : meilleur court métrage de fiction

### Nominations
- Oscars 2025 : meilleur court métrage